# چشم‌گرد لاغر خاکستری
چشم‌گرد لاغر خاکستری (نام علمی: Loris lydekkerianus) نام یک گونه از سرده چشم‌گرد لاغر است.

نام انگلیسی : grey slender loris

نام علمی : Loris lydekkerianus

پستانداران طنابدار

طول : 17.5 تا 26 سانتیمتر فاقد دم

وزن: 85 تا 350 گرم است

محل زیست: جنوب آسیا – سریلانکا

نسل این حیوان بر اساس طبقه‌بندی اتحادیه جهانی حفاظت از طبیعت (IUCN) در معرض خطر است.
این جانور هم منفرد و هم جفتی زندگی می‌کند.
چشم‌های بزرگ این جانور موجب می‌شود که عمق را به خوبی تشخیص دهد. بر روی صورت این حیوان یک ماسک تیره دیده می‌شود و بین دو چشم آن نیز یک رگه روشن وجود دارد.
این جانور با کمک 4 دست و پای خود به درخت می‌چسبد و در حین آویزان بودن به درخت می‌تواند بخوابد.
چشم گرد لاغر خاکستری با تامل زیادی حرکت می‌کند و از حشرات، مارمولک، برگ‌های نرم، میوه و تخم پرندگان تغذیه می‌کند.
این پستاندار در داخل برگ‌های انبوه یا سوراخ درختان خود را مخفی می‌کند و پشت این جانور از طوسی زرد تا قهوه‌ای تیره و شکمش نقره‌ای طوسی است.
ماده این حیوان از 10 ماهگی امکان جفتگیری دارد و سالانه 2 بار امکان باردار شدن دارد.
این جانور بعد از دوره حاملگی که 166 تا 169 روز است، یک تا 2 بچه می‌آورد که بین 6 تا 7 ماه به آنها شیر می‌دهد.

منبع: سایت خبری محیط زیست ایران www.mohitzist.ir